# Линг фон Лингенфельд, Йохан Батист
Йохан Батист Георг Фиделиус Лингк или Линг, с 1827 года Линг фон Лингенфельд (нем. Johann Baptist Georg Fidelius Lingk bzw. Lingg von Linggenfeld; 1765—1842) — баденский военный деятель, генерал-лейтенант (1813 год), участник наполеоновских войн.

## Биография
Он был сыном Георга Лингка (нем. Georg Lingk), трактирщика и владельца отеля Лёвен в Мерсбурге, где родился Иохан Баптист и где он сегодня увековечен мемориальной доской. 1 ноября 1827 года в Касселе Лингк и Линг были возведены в избирательную знать Гессена с суффиксом «фон Лингенфельд» и вскоре после этого, 30 декабря, также получили признание дворянства Бадена.
Линг посещал латинскую школу в Мерсбурге, пока в 1780 году не начал офицерскую карьеру в качестве кадета гренадерской роты Констанцского монастыря. В то время возможность стать офицером была исключительным явлением для простого человека. В 1783 году он был произведён в вторые лейтенанты, а в 1790 году, вероятно, в первые лейтенанты. В Первую коалиционную войну (1792—1797) Линг сражался в швабском окружном полку «Вольфегг» против французов. Этот полк был разбит и расформирован французскими войсками в 1796 году. В том же году Линг получил звание капитана и теперь командовал гренадерской ротой монастыря Констанц. После подписания Люневильского мирного договора в 1801 году Констанцское епископство было секуляризовано и присоединено к маркграфству Баденскому.
Линг поступил в армию Бадена в 1803 году и через несколько месяцев получил звание майора. Он стал штабным офицером и командиром роты егерского батальона в Брухзале. Между 1805 и 1806 годами Линг сражался со своей ротой в Третьей коалиционной войне в австрийском Иннфиртеле. После этого егерский батальон был переформирован. Он был увеличен на две роты и теперь состоял из четырёх рот численностью 553 человека. Линг получил звание подполковника и, таким образом, стал командиром пехотного батальона «Линг», названного в его честь.
Поскольку Баден принадлежал Рейнскому союзу, он был союзником Наполеона. Таким образом, Баден был вовлечен в Четвертую коалиционную войну Франции против Пруссии. Линг двинулся со своим батальоном только после первых крупных сражений и был в Касселе 26 декабря 1806 года. В это время в Курхессене были волнения. Поэтому Лингу было приказано отправиться в Эшвеге и Херсфельд со своим егерским батальоном, чтобы держать под контролем ситуацию в тылу фактического фронта. После того как на Рождество 1806 года в Херсфельде вспыхнул бунт. Когда войска Наполеона расквартировывались в городе, был убит французский офицер. Император отдал приказ поджечь все четыре угла города и разграбить его. Линг дословно выполнил первую часть приказа и поджег четыре изолированных здания на окраине города, которые сгорели без вреда для остальной части города. Он предотвратил грабежи, обратившись к своим солдатам.
После событий в Херсфельде Линг со своим батальоном двинулся на Ваху. Оттуда в середине мая 1807 года он двинулся в Померанию, где войска Линга приняли участие в боевых действиях. В декабре 1807 года Линг переехал в Гейдельберг, чтобы присоединиться к новому гарнизону своего батальона. 19 декабря Линг награждён Военным рыцарским крестом ордена «За заслуги» Карла Фридриха. Когда Линг представился великому герцогу Карлу Фридриху в начале 1808 года, чтобы поблагодарить его за повышение по службе, он, как говорят, принял его словами: «Человек из Херсфельда». Это изречение стало в то время выражением патриотических настроений в Германском Рейхе. 19 сентября 1808 года он был принят в масонскую ложу «Carl zur Gute Hoffnung» в Гейдельберге. 20 декабря 1808 года произведён в полковники.
В пятой коалиционной войне Линг был дислоцирован в Австрии и был легко ранен в битве при Ваграме. В 1810 году батальон был преобразован в легкий пехотный батальон «Линг» и переведён во Фрайбург. 28 января 1810 года получил звание генерал-майора, Линг стал комендантом Фрайбурга. Там он стал почетным гражданином в 1812 году.
В шестой коалиционной войне Баденский корпус с пехотным батальоном «Линг» прошел против России до Смоленска. Линг был ранен при отступлении за Березину. Весь баденский корпус насчитывал всего 41 человека при вступлении в Пруссию. Их перевели в Линг-Глогау, где были размещены запасные части Бадена. Затем он подал прошение об отставке и 16 марта 1813 года покинул армию в звании генерал-лейтенанта.
28 апреля 1819 года он получил от гессенского курфюрста Вильгельма I Большой крест Дома ордена Золотого льва за мужественное поведение в Херсфельде и был возведен в потомственное дворянство 1 ноября 1827 года Вильгельмом II с титулом «фон Лингенфельд». В 1831 году он получил Большой крест Баденского ордена Церингерского льва.
Линг жил в Карлсруэ до 1821 года, когда вместе с семьей переехал в Мангейм. Этот переезд, вероятно, был связан с тем, что вдова великого герцога Стефания де Богарне поселилась в Мангеймском дворце. Линг умер в Мангейме в 1842 году и был похоронен на старом католическом кладбище. Когда было создано главное кладбище Мангейма, он был перезахоронен там в 1844 году. Его могила сохранилась до наших дней.
Его жизнь была экранизирована в 1920 году Артуром Тойбером в 1920 году с Карлом Ауэном в главной роли под названием «Йохан Батист Линг».

## Награды
Кавалер баденского ордена военных заслуг Карла-Фридриха (19 декабря 1807 года)
 Командор баденского ордена военных заслуг Карла-Фридриха (1809 год)
 Легионер ордена Почётного легиона (24 мая 1813 года)
 Большой крест гессенского ордена Золотого льва (28 апреля 1819 года)
 Кавалер Большого креста баденского ордена Церингенского льва (31 декабря 1830 года)